# Mizuho (Nagoja)
Mizuho (jap. 瑞穂区 Mizuho-ku) – jedna z 16 dzielnic Nagoi, stolicy prefektury Aichi. Dzielnica została założona 11 lutego 1944 roku. Położona w środkowej części miasta. Graniczy z dzielnicami: Shōwa, Atsuta, Tempaku i Minami.
Na terenie dzielnicy znajdują się uczelnie Nagoya City University oraz kampusy Nagoya Women's University i Aichi Mizuho College.